# Rezystor
Rezystor, opornik elektryczny (z łac. resistere „stawiać opór”) – element bierny obwodu elektrycznego, wykorzystywany jest do ograniczenia prądu w nim płynącego. Jest elementem liniowym: występujący na nim spadek napięcia jest wprost proporcjonalny do prądu płynącego przez opornik. Przy przepływie prądu zamienia energię elektryczną w ciepło.
Idealny opornik posiada tylko jedną wielkość, która go charakteryzuje – rezystancję. W praktyce występuje jeszcze pojemność wewnętrzna oraz wewnętrzna indukcyjność, co, np. w technice wysokich częstotliwości (RTV), ma duże znaczenie (jest to tzw. pojemność oraz indukcyjność pasożytnicza). W technice bardzo wysokich częstotliwości – kilkuset megaherców (MHz) i powyżej – właściwości pasożytnicze typowego rezystora muszą być traktowane jako wartości rozproszone, tzn. rozłożone wzdłuż jego fizycznych wymiarów (zobacz: schemat zastępczy).

## Wzory na rezystancję zastępczą

### Połączenie szeregowe

W połączeniu szeregowym rezystancja zastępcza jest sumą poszczególnych wartości:
{\displaystyle R_{z}=R_{1}+R_{2}+R_{3}+\ldots +R_{n}=\sum _{i=1}^{n}R_{i}.}

### Połączenie równoległe

W połączeniu równoległym odwrotność rezystancji zastępczej (tj. konduktancja zastępcza) jest sumą odwrotności poszczególnych wartości:
{\displaystyle {\frac {1}{R_{z}}}={\frac {1}{R_{1}}}+{\frac {1}{R_{2}}}+{\frac {1}{R_{3}}}+\ldots +{\frac {1}{R_{n}}}=\sum _{i=1}^{n}{\frac {1}{R_{i}}},}
tj. sumą poszczególnych konduktancji:
{\displaystyle S_{z}=S_{1}+S_{2}+S_{3}+\ldots +S_{n}=\sum _{i=1}^{n}S_{i}.}
Dla dwóch rezystorów wzór na rezystancję zastępczą upraszcza się do postaci:
{\displaystyle R_{z}=R_{1,2}={\frac {R_{1}R_{2}}{R_{1}+R_{2}}}.}

## Parametry
Podstawowe parametry opisujące rezystor to:
- rezystancja nominalna – rezystancja podawana przez producenta na obudowie opornika, wyrażona w omach i przyjmująca wartości określane według szeregów wartości; rezystancja rzeczywista różni się od rezystancji nominalnej, jednak zawsze mieści się w podanej klasie tolerancji. Często używanym parametrem jest konduktancja wyrażana w simensach
- tolerancja – inaczej klasa dokładności; podawana w procentach możliwa odchyłka rzeczywistej wartości opornika od jego wartości nominalnej
- moc znamionowa – moc jaką opornik może przez dłuższy czas wydzielać w postaci ciepła bez wpływu na jego parametry; przekroczenie tej wartości może prowadzić do zmian innych parametrów rezystora (np. rezystancji) lub jego uszkodzenia,
- napięcie graniczne – maksymalne napięcie jakie można przyłożyć do opornika bez obawy o jego zniszczenie,
- temperaturowy współczynnik rezystancji – współczynnik określający zmiany rezystancji pod wpływem zmian temperatury opornika.

## Oznaczenia rezystorów
| Kolor        | Wartość | Wartość | Mnożnik       | Tolerancja ± % | Współczynnik temp. ± ppm/K |
| Kolor        | 1 pasek | 2 pasek | 3 pasek       | 4 pasek        | ostatni pasek              |
| ------------ | ------- | ------- | ------------- | -------------- | -------------------------- |
| brak         | –       | –       | –             | 20             | –                          |
| srebrny      | –       | –       | 10−2 (0,01 Ω) | 10             | –                          |
| złoty        | –       | –       | 10−1 (0,1 Ω)  | 5              | –                          |
| czarny       | –       | 0       | 100 (1 Ω)     | –              | 250                        |
| brązowy      | 1       | 1       | 101 (10 Ω)    | 1              | 100                        |
| czerwony     | 2       | 2       | 10² (100 Ω)   | 2              | 50                         |
| pomarańczowy | 3       | 3       | 10³ (1 kΩ)    | –              | 15                         |
| żółty        | 4       | 4       | 104 (10 kΩ)   | –              | 25                         |
| zielony      | 5       | 5       | 105 (100 kΩ)  | 0,5            | 20                         |
| niebieski    | 6       | 6       | 106 (1 MΩ)    | 0,25           | 10                         |
| fioletowy    | 7       | 7       | 107 (10 MΩ)   | 0,1            | 5                          |
| szary        | 8       | 8       | 108 (100 MΩ)  | 0,05           | 2                          |
| biały        | 9       | 9       | 109 (1 GΩ)    | –              | –                          |

Uwagi:

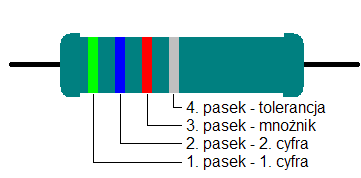
Oznaczenie opornika, tutaj:
5600 10% Ω = 5,6 kΩ 10%

Oporniki w szeregu E12

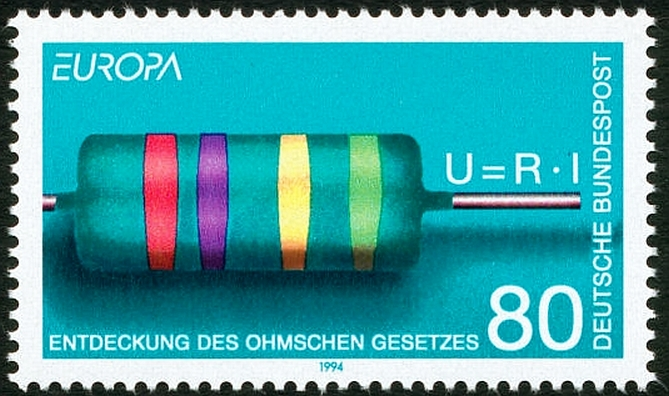
Znaczek pocztowy wyemitowany przez Deutsche Bundespost

- pasków lub kropek jest trzy, cztery, pięć lub sześć
  - jeśli jest ich trzy, to wszystkie trzy oznaczają oporność (w tym trzeci oznacza mnożnik), a tolerancja wynosi ±20%
  - jeśli jest ich cztery, to trzy pierwsze oznaczają (tak jak w przypadku powyżej) oporność, a czwarty – tolerancję
  - jeśli jest ich pięć, to trzy pierwsze oznaczają cyfry oporności, czwarty mnożnik, a piąty tolerancję
  - jeśli jest ich sześć, to jest to opornik precyzyjny i trzy pierwsze oznaczają cyfry oporności, czwarty – mnożnik, piąty – tolerancję, szósty – temperaturowy współczynnik rezystancji (ten pasek może znajdować się na samym brzegu opornika)
- pierwszą cyfrę oznacza pasek bliższy końca, a między mnożnikiem i tolerancją jest czasem większy odstęp
- stare oporniki są oznakowane:
  - 1 cyfra – kolor opornika
  - 2 cyfra – kolor paska
  - mnożnik – kolor kropki

### Szereg wartości
Oporniki (rezystory) produkowane masowo mają oporności znamionowe wynikające z tabeli szeregów.

## Schemat zastępczy rezystora

Schemat zastępczy rezystora:
R – rezystancja właściwa
C – pojemność, rzędu pF
L – indukcyjność, rzędu nH

Schemat zastępczy rezystora rzeczywistego uwzględnia pojemność oraz indukcyjność pasożytniczą (w tym indukcyjność doprowadzeń). Są to przeważnie wartości bardzo małe, pomijalne w typowej analizie obwodu, jednak przy wysokich częstotliwościach (powyżej 1 GHz) parametry pasożytnicze mogą zupełnie zmienić charakter elementu.
Oporniki stosowane do precyzyjnych pomiarów prądu, na przykład jako boczniki, są często wykonywane jako „bezindukcyjne”, poprzez nawinięcie ich w sposób bifilarny lub wykonanie w technologii grubowarstwowej.

## Opornik w historii
Opornik przypięty do swetra lub noszony w klapie marynarki w czasie stanu wojennego w Polsce w latach 1981–1983 symbolizował opór wobec władzy.